# Javier Ambrossi
Francisco Javier García de la Camacha Gutiérrez-Ambrossi, més conegut com a Javier Ambrossi (Madrid, 24 de juny de 1984) és un actor, director, guionista, productor i presentador espanyol.

## Biografia
Va estudiar periodisme a la Universitat Complutense de Madrid i dramatúrgia a la Reial Escola Superior d'Art Dramàtic.
La seva experiència com a actor en televisió va començar en la publicitat. Després va saltar a sèries nacionals com El comisario, Génesis: En la mente del asesino, Hermanos y detectives o Amar en tiempos revueltos.
Els seus papers més coneguts són el de Gustavo a la sèrie Sin tetas no hay paraíso i el de Cristiano a la sèrie Ciega a citas de Cuatro. També ha treballat a Cuéntame cómo pasó, Maitena: Estados alterados, La fuga i Arrayán.
Al cinema ha actuat a Sexykiller, morirás por ella i com a personatge principal a El triunfo, una pel·lícula de Mireia Ros sobre la Barcelona dels 80, seleccionada pel Festival de Màlaga i la Berlinale.
En el teatre, a El enemigo de la clase de Nigel Williams, dirigit per Marta Angelat. ¡A saco!, versió de Loot de Joe Orton dirigit per Juan José Afonso. I a Beaumarchais de Sacha Guitry dirigit per Josep Maria Flotats.
Amb la seva parella el també actor Javier Calvo, ha escrit i dirigit muntatges teatrals com el reeixit musical La llamada, pel qual va guanyar el premi Broadway World Espanya al millor director artístic.
Va ser un dels presentadors del canal musical de TDT Fly Music i també va ser reporter del canal internacional Animax.
És germà de l'actriu Macarena García.

## Filmografia

### Cinema
- La llamada
- El triunfo (2006)
- Sexykiller, morirás por ella (2008)

### Televisió
- Ciega a citas
- Imperium
- Arrayán
- La fuga
- Sin tetas no hay paraíso
- Maitena: Estados alterados
- Hermanos y detectives Capítol 1: "El profesor Fontán" com a Sebastián
- Amar en tiempos revueltos
- Génesis: En la mente del asesino
- El comisario
- Cuéntame com a Richi (2015-2016)
- Fly Music. Com a presentador.
- Animax. Com a reporter.

### Teatre
- Beaumarchais. Dirigida per Josep Maria Flotats amb text de Sacha Guitry. (2010–2011)
- ¡A saco!. Dirigida per Juan José Afonso amb text de Joe Orton, Loot. (2010)
- El enemigo de la clase. Dirigida per Marta Angelat amb text de Nigel Williams. (2007–2009)
- Windsor. Com a autor i director (2012)
- Miss Fogons Universal. Com a autor i director (2013)
- La llamada. Com a autor i director (2013-actualitat)